# 8. Mot.-Schützendivision (NVA)
Die 8. Mot.-Schützendivision (NVA), kurz 8. MSD, anfangs als motorisierte Schützendivision bezeichnet und ehemals Mot.-Schützen-Division geschrieben war ein Großverband der Nationalen Volksarmee der DDR.

## Geschichte

### Herkunft der militärischen Formationen

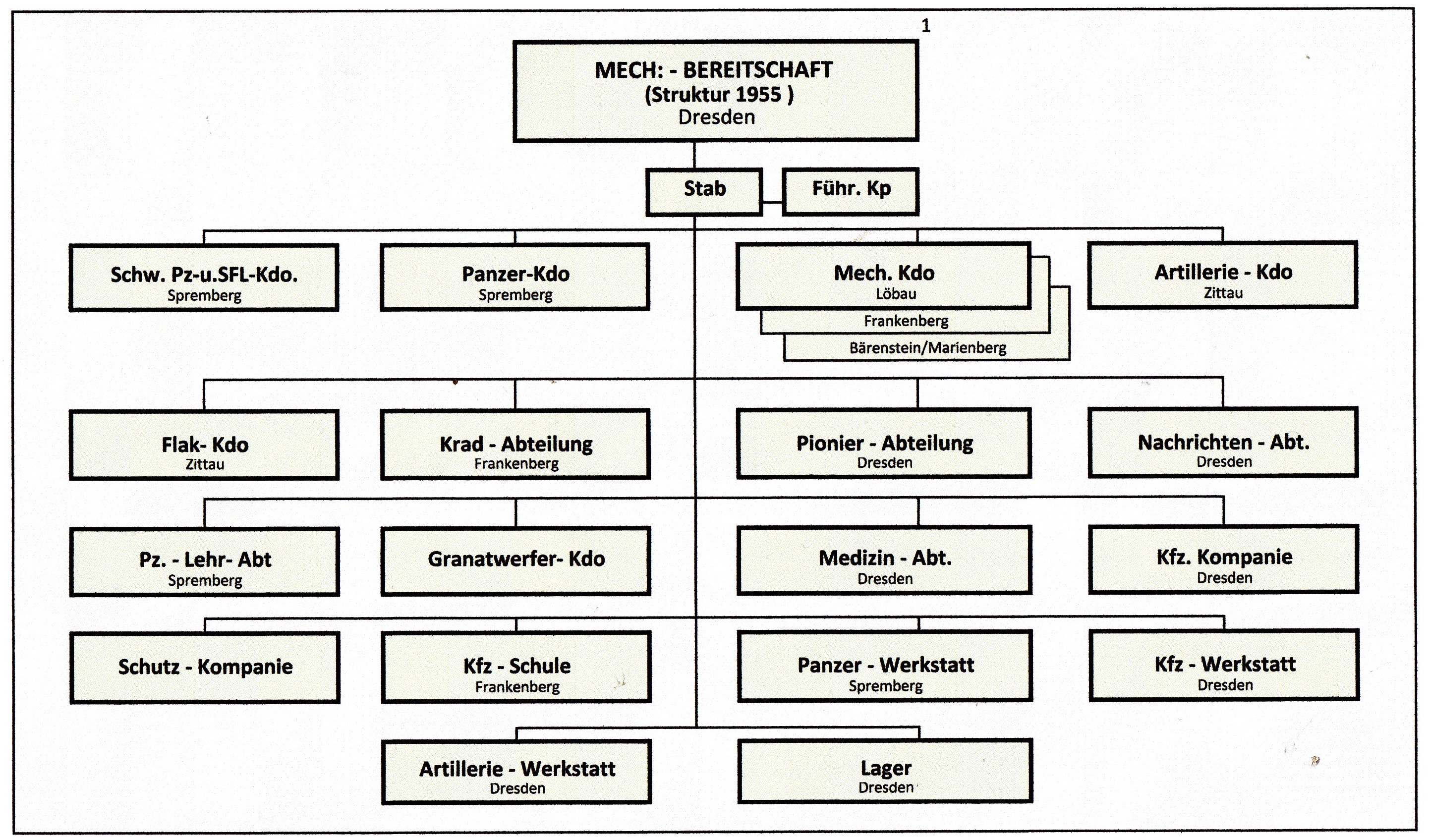
Gliederung der Mech.-Bereitschaft der KVP am Beispiel: Dresden (1955)

Bereits bei Schaffung der Kasernierten Volkspolizei (KVP) Anfang der 1950er Jahre wurden neben Infanterieverbänden, darunter die KVP-A-Bereitschaft Schwerin, auch mechanisierte Verbände aufgestellt. Die maßgebliche Forderung aus der Sowjetunion nach originären DDR-Streitkräften bekam erst Öffentlichkeit, nachdem im November 1955 in der Bundesrepublik Deutschland die Bundeswehr geschaffen wurde.
Am 18. Januar 1956 verabschiedete die Volkskammer der DDR nach Rücksprache der SED-Führung mit dem ZK der KPdSU das Gesetz „über die Schaffung der Nationalen Volksarmee und des Ministeriums für Nationale Verteidigung“. Für die einsatzbereiten Formationen der KVP begannen de-facto bereits im Spätherbst 1955 die Vorbereitungen zur Umwandlung in reguläre Streitkräfte der DDR. Eine wichtige Orientierung für den Aufbau, die Struktur, Ausrüstung und Ausbildung gab Ende Januar 1956 die erste Tagung der Teilnehmerstaaten des Warschauer Vertrages. Die zu schaffenden bewaffneten Kontingente der NVA sollten in die Vereinten Streitkräfte integrierbar sein.
Vorgesehen war, nach sowjetischem Vorbild strukturierte Mechanisierte Divisionen (zwei MD), Infanteriedivisionen (drei ID) und Panzerdivisionen (drei PD) aufzustellen. Bereits im Sommer 1956 wurden auf der Grundlage neuester sowjetischer Vorstellungen über Aufbau, Ausrüstung und Einsatz der Streitkräfte Veränderungen erforderlich. Die im Aufbau befindlichen Infanteriedivisionen und Mechanisierten Divisionen der NVA wurden in Erweiterung des ursprünglichen Befehls 1/56 durch Befehl 99/56 des Ministers vom 17. Oktober 1956 in Mot.-Schützendivisionen bzw. in Panzerdivisionen umformiert.
Das zum 1. März 1956 gebildete Ministerium für Nationale Verteidigung (MfNV) ordnete diese Formationen den zwei Kommandos der Militärbezirke (Kdo MB III und Kdo MB V) der Landstreitkräfte zu. Aus dem Bestand der Kommandos wurde im Felddienst je ein Armeekommando gebildet. Dem KMB V (Standort Pasewalk/Neubrandenburg), als verantwortlichem militärischen Führungsorgan im Nordterritorium der DDR, wurde die aufzustellende 8. Infanteriedivision/Mot.-Schützendivision (Standort des Stabes – Schwerin) zugeteilt. Ab 1972 wurde das Kommando Landstreitkräfte gebildet, das im Auftrag des MfNV die beiden Militärbezirke führte.

### Aufstellung und Auftrag der 8. MSD
Die Division wurde ursprünglich am 30. Juni 1956 als 8. Infanteriedivision (8. ID) laut Befehl Nr. 42/56 des Ministers für Nationale Verteidigung, Generaloberst Willi Stoph, aus der A-Bereitschaft Schwerin (Infanterie) der Kasernierten Volkspolizei (KVP) im Militärbezirk V aufgestellt. Die 8. ID wurde am 4. Oktober 1956 mit Übergabe der Truppenfahne an Oberst Karl Nacke in Dienst gestellt und vereidigt.
Die 8. Infanteriedivision wurde am 1. Dezember 1956 laut Anordnung Nr. 106/56 des Chefs des Hauptstabes der NVA in 8. motorisierte Schützen-Division (8. MSD) umbenannt.
Gliederungsgrundlage für die Schaffung dieses Verbandstyps war weitestgehend die Mot.-Schützendivision der Sowjetarmee. Ihre Struktur entsprach in späteren Jahren einem Personalbestand von nahezu 11.000 im Garnisonsdienst. Im Unterschied zu den sowjetischen Divisionen hatten die Mot.-Schützendivisionen der NVA keine Kampfhubschrauber und verfügten bei den Mot.-Schützen- und Panzerformationen über geringeren Kampfbestand.
Der Auftrag der 8. MSD bestand verfassungsgemäß darin, dass dieser taktische Verband der NVA im Bündnis mit den Koalitionsstreitkräften „das friedliche Leben der Bürger der DDR und aller Staaten der sozialistischen Gemeinschaft gegen jegliche Angriffe der aggressiven Kräfte … schützt und die Souveränität der DDR, ihre territoriale Integrität sowie Unverletzlichkeit ihrer Grenzen und ihrer staatlichen Sicherheit gewährleistet.“ Die Division war ab 1962 zu Handlungen im Bestand operativer Gruppierungen (Armee, Armeekorps) beliebiger Teilnehmerstaaten der Ersten Strategischen Staffel der Vereinten Streitkräfte auf dem Westlichen Kriegsschauplatz (WKSP) vorgesehen.
Das auch für Seelandungen ausgebildete Mot.-Schützenregiment MSR-28 (Standort – Rostock) wurde am 28. Februar 1990 aus der 8. MSD und den Landstreitkräften herausgelöst und als Küstenverteidigungsregiment 18 (KVR-18) der Volksmarine der DDR unterstellt.

### Militärische Ausbildung in der 8. MSD
Die Ausbildung in der Division, bezeichnet als Gefechtsausbildung der Truppen, war darauf gerichtet, das militärische Handwerk gut zu erlernen. In nahen Standorträumen unterlag die Ausbildung keinerlei Einschränkungen durch die erhobene Forderung nach ständiger Gefechtsbereitschaft. Seit den 1970er Jahren, mit Einführung neuer Ausbildungsprogramme, verlief die Ausbildung in jedem Ausbildungshalbjahr (Dezember–Mai bzw. Juni–November) in fünf Etappen:

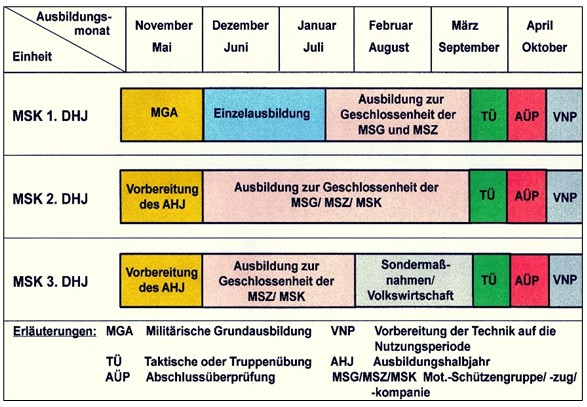
Ausbildungsetappen Mot.-Schützen Programm Landstreitkräfte ab 1981

- Militärische Einzelausbildung in der jeweiligen Dienststellung;
- Einheitsausbildung (Gruppe/Besatzung/Bedienung, Zug, Kompanie/Batterie) und „Komplexausbildung“ mehrerer Waffengattungen sowie die Herstellung der Geschlossenheit für Bataillone/Abteilungen;
- Taktische Übungen mit und ohne Gefechtsschießen;
- Abschlussüberprüfung oder Inspektion, in der Regel verbunden mit Truppenübungen der Truppenteile und der Division;
- Militärische Grundausbildung der Neueinberufenen sowie zeitgleich die Vorbereitung der Technik, Bewaffnung und Ausbildungsbasis auf die nächste Nutzungsperiode (Sommer oder Winter).

Aus dem Truppenbestand des Militärbezirks V, darunter aus der 8. MSD, wurden die Kräfte und Mittel für Ehrenparaden in der Hauptstadt der DDR, Berlin, gestellt. Für diese Verbände, Truppenteile und Einheiten waren modifizierte Ausbildungsetappen in der Einheitsausbildung vorgesehen.

### Übungstätigkeit in der 8. MSD
Im Zuge dieser Ausbildungsorganisation war gesichert, dass der Wehrdienstleistende im Verlaufe seiner Dienstzeit an ein bis zwei Übungen der Kompanie-/Batterie-Ebene und an einer gleichen Anzahl Übungen in der Bataillons-/Abteilungsebene teilnahm.
Im Weiteren absolvierte die 8. MSD:
- im Zweijahres-Rhythmus eine Truppenübung der Division bzw. eine Kommandostabsübung für die Stäbe der Division und der Truppenteile, unter Teilnahme von Darstellungstruppen;
- in den Jahren ohne Divisionsübung leiteten die Führungsorgane der 11. MSD taktische Übungen der Regimenter (MSR, PR) mit und ohne Gefechtsschießen;
- die Teilnahme an Manövern im Koalitionsbestand (siehe unten).

### Höhere Bereitschaftsstufen in den 1960er Jahren

#### Handlungen der 8. MSD bei der Grenzsicherung zu West-Berlin (1961)
Der Ministerrat der DDR wurde formell am 11. August 1961 durch die Volkskammer der DDR beauftragt, zur Sicherung an der Staatsgrenze der DDR, einschließlich der Grenze zum Gebiet von West-Berlin, erforderliche Maßnahmen einzuleiten, die sich aus Vereinbarungen der Teilnehmerstaaten des Warschauer Vertrags ergaben. Ein Stab unter Leitung des Sekretärs des Nationalen Verteidigungsrats (NVR) der DDR, Erich Honecker, koordinierte die Handlungen. Der Vorsitzende des NVR, Walter Ulbricht, setzte am 12. August gegen 16 Uhr die vorbereiteten Befehle und Anweisungen in Kraft.
Die Nationale Volksarmee wurde am 13. August 1961 durch den Minister für Nationale Verteidigung in die Stufe „Erhöhte Gefechtsbereitschaft“ in den Kasernen versetzt und der Einsatz je eines diensthabenden Bataillons (einer Abteilung) in den Regimentern organisiert. Die Dienstzeit der im Herbst zu Entlassenden wurde zunächst bis Ende Dezember 1961 verlängert. Mit Befehl Nr. 01/1961 „zur Sicherung der Sektorengrenze und am Außenring von Westberlin“ wurde auch der Einsatz von Kräften und Mitteln der NVA befohlen.
Im Rahmen der Sicherungsmaßnahmen an den Sektorengrenzen und am Außenring von West-Berlin („Bau der Berliner Mauer“) bestand die erste Sicherungsstaffel unmittelbar an der Grenze aus Einheiten der Kampfgruppen der Arbeiterklasse, der Deutschen Grenzpolizei und der Deutschen Volkspolizei. Die Kräfte wurden am Abend des 12. August 1961 durch den Minister für Nationale Verteidigung, Armeegeneral Heinz Hoffmann in ihre Aufgaben eingewiesen.
Als zweite Sicherungsstaffel in einer Tiefe von circa 1.000 m hinter der Grenze waren die 8. MSD und die 1. MSD – gemeinsam mit Kräften der Gruppe der Sowjetischen Streitkräfte in Deutschland (GSSD) – eingesetzt.
Die 8. MSD war an den Sicherungsmaßnahmen mit 3.150 Mann, 100 Panzern und 120 Schützenpanzerwagen beteiligt. Dazu gehörten aus dem Bestand der Division die Mot.-Schützenregimenter MSR-28 und MSR-29, das Panzerregiment PR-8, das Aufklärungsbataillon AB-8 und das Pionierbataillon PiB-8. Der Gefechtsstand der 8. MSD befand sich während dieses Einsatzes im Magerviehhof in Berlin-Lichtenberg.
Die Rückverlegung der Hauptkräfte der Division in die Standorte erfolgte entsprechend dem am 20. September 1961 erteilten Befehl Nr. 03/1961 des Ministers für Nationale Verteidigung bis zum 22. September 1961. Ab 23. September setzten die Divisionen den normalen Dienstbetrieb fort. Die Ausbildung der Freiwilligen im Herbst 1961 erfolgte in Ausbildungsregimentern.
Mit Beschluss des Ministerrats vom 9. Oktober 1961 wurde die Dienstzeit der im Herbst zur Entlassung stehenden, freiwillig Dienenden bis Ende April 1962 verlängert.

#### Handlungen der 8. MSD während der Kuba-Krise (1962)
Im Zusammenhang mit der angespannten militärpolitischen Lage zwischen den Vereinigten Staaten und der Sowjetunion in der „Kubakrise“ wurde erstmals am 23. Oktober 1962 die „Erhöhte Gefechtsbereitschaft“ für die Vereinten Streitkräfte des Warschauer Vertrages angewiesen. Laut Befehl Nr. 104/62 des Ministers stellte auch die 8. MSD die Höhere Bereitschaftsstufe her. Die damit verbundene Ausgangs- und Urlaubssperre, der Aufschub der Herbstentlassungen und die Aktivitäten der Mobilmachungsbereitschaft endeten am 21. November 1962.

#### Handlungen des MB V zum „Prager Frühling“ (1968)
Auf Druck der Bevölkerung der ČSSR begann die Tschechoslowakische KP (KPČS) unter Alexander Dubček im Frühjahr 1968 ein Liberalisierungs- und Demokratisierungsprogramm („Prager Frühling“) umzusetzen. Die sowjetischen Militärs zählten von Anfang an zu den entschiedensten Gegnern der Prager Reformer. Die Aufdeckung eines speziellen NATO-Operationsplanes „Zephir“ und die Information über die Errichtung eines Sonderstabes des NATO-Oberkommandos Europa zur „Bearbeitung des tschechoslowakischen Problems“ sowie das für Oktober 1968 nahe der Grenze zur ČSSR geplante Korps-Manöver der Bundeswehr „Schwarzer Löwe“ wurden von den Warschauer Vertragsstaaten als militärische Bedrohung bewertet.
Die Reaktion des Warschauer Paktes auf diese Lageeinschätzungen war die operativ-taktische und logistische Vorbereitung einer Intervention mittels Übungen und Manövern unter der Vorgabe als normale gemeinsame Ausbildungsmaßnahmen der verbündeten Streitkräfte. Anfang/Mitte Juli 1968, als sich die Lage in der Tschechoslowakei zuspitzte, stimmte Walter Ulbricht dem Vorschlag des Oberkommandierenden des Warschauer Paktes Marschall Jakubowski zu, auch NVA-Truppen, die 7. Panzerdivision und die 11. Mot.-Schützendivision an einer militärischen Intervention (Operation „Donau“ – ru. операция «Дунай») zu beteiligen.
Mit Auslösung der Stufe „Erhöhte Gefechtsbereitschaft“ für die gesamte NVA am frühen Morgen des 21. August 1968 stellte auch die 8. MSD in den Standorten die höhere Bereitschaftsstufe her. Am 11. September 1968 ging die 8. MSD zum normalen Dienstbetrieb (Stufe „Ständige Gefechtsbereitschaft“) über.

### Einsatz der 8. MSD in der Wirtschaft und bei Katastrophen
Mit Indienststellung erhielt die 8. MSD Aufgaben zum „Einsatz von Kräften und Mitteln in der Volkswirtschaft“ und zur Beseitigung von Katastrophenfolgen. Darunter waren:
- in den 1950er/1960er Jahren Erntehilfen im Sommer und Herbst sowie Hilfen in der Industrie;
- der pioniertechnische Ausbau der Staatsgrenze West (1961–1963) sowie der Flugplätze mit Splitterboxen (1967), die Wiederaufnahme von Minen in der Grenzzone (1984);
- die Abkommandierung von Fachkräften für die Chemie-, Mikroelektronik-, Kali-, Energie- und Braunkohle-Industrie sowie für das Verkehrswesen;
- Katastrophenhilfe (z. B. Hochwasser an Elbe, Saale, Unstrut, Zschopau; Kälteeinbruch 1979/80, 1986/87; Betriebshavarien).

Ab März 1989 wurden diese Kräfte durch die Ausbildungsbasis 30 (Abas-30, Standort Goldberg) zusammengefasst und geführt.

### Auswirkungen der DDR-Abrüstungsinitiative 1989
Am 23. Januar 1989 erklärte der Nationale Verteidigungsrat der DDR im Rahmen des politischen Dialoges zur Verminderung der Streitkräfte und konventionellen Rüstungen in Europa die Bereitschaft der DDR, einen konstruktiven einseitigen Beitrag zum Abrüstungsprozess zu leisten. Neben der Demobilisierung von 10.000 Soldaten sollten auch sechs Panzerregimenter und ein Fliegergeschwader aufgelöst werden.
Für die 8. MSD bedeutete die Umsetzung des Abrüstungsvorschlags die Auflösung des Panzerregiments PR-8 laut Befehl Nr. 36/89 des Ministers für Nationale Verteidigung vom 25. April 1989 in kurzer Zeit. Am Standort Goldberg wurde zum 1. Dezember die Ausbildungsbasis 30 (Abas-30) formiert, die über ein Panzer-Lehrbataillon, ein Mot.-Schützenbataillon (MSB) mit Arbeitskommandos (Volkswirtschaft) und Sicherstellungseinheiten verfügte.

### Auswirkungen des politischen Führungswechsels 1990

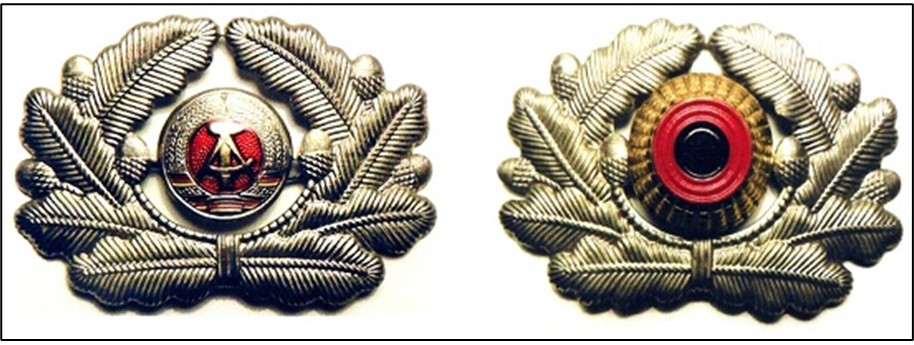
Austausch – NVA-Mützen-Kokarde, Staatswappen auf Schwarz-Rot-Gold, nach Führungswechsel Mitte 1990.

Die politischen Machtstrukturen, deren Bestandteil die 8. MSD war, mussten sich im Ergebnis der Volkskammerwahlen vom März 1990 einem politischen Führungswechsel unterziehen. Der neue Minister für Abrüstung und Verteidigung (MfAV), Rainer Eppelmann, nährte die Hoffnungen auf ein Fortbestehen eigenständiger Streitkräfte:
- Der Minister proklamierte in der Folgezeit eine 100.000-Mann-Armee.
- Er ließ die Angehörigen der Streitkräfte im Juli 1990 neu auf die Staatsflagge der DDR vereidigen.

Der Prozess einer Selbstkorrektur und Erneuerung des militärischen Lebens in der 8. MSD kam mit dem raschen deutschen Vereinigungsprozess spätestens Anfang August 1990 zum Erliegen.
Mit Befehl Nr. 48/90 des MfAV entfielen die Ehrennamen der Truppenteile der NVA. Durch Ministerbefehl erfolgte am 30. September 1990 die Entlassung sämtlicher Generale und des Hauptbestandes der Berufssoldaten mit einer dreißig- bis vierzigjährigen Dienstzeit.

### Auflösung der 8. MSD
Mit dem Beitritt der Deutschen Demokratischen Republik zur Bundesrepublik Deutschland wurde die NVA und damit ihr Strukturelement 8. Mot.-Schützendivision am 2. Oktober 1990 aufgelöst.
Den Vorgesetzten aller Stufen war es bis dahin trotz angespannter Lage gelungen, die Sicherheit in den militärischen Objekten zu gewährleisten, die Abmunitionierung der Gefechtstechnik zeitgerecht und ohne Verluste durchzuführen sowie alle sicherheitsrelevante Technik, Ausrüstung und Reserven auf eine vollzählige Übergabe vorzubereiten. Erkundungsgruppen des Heeres der Bundeswehr hatten ihre Tätigkeit in den Standorten der 8. MSD aufgenommen. Einzelne Heeresangehörige verblieben in den Standorten bis zur Übergabe. Der Divisionskommandeur, Oberst Rolf Zander, war mit der Vorbereitung der Übergabe betraut.
Per Ministerbefehl wurden Militärangehörige wie Zivilbeschäftigte der NVA aus ihren Verpflichtungen entlassen. An den Standorten fanden Abschlussappelle mit dem zivilen und militärischen Personal statt. Die Truppenfahnen wurden eingerollt und vom Platz getragen. Die verbleibenden Angehörigen der NVA hatten einen Bescheid über die Weiterverwendung in der Bundeswehr erhalten.
Mit dem Inkrafttreten des Einigungsvertrags übernahm der Bundesminister der Verteidigung am 3. Oktober 1990 die Befehls- und Kommandogewalt über die deutschen Streitkräfte im Osten Deutschlands. Die Truppenteile der bisherigen 8. MSD wurden ab dem 3. Oktober 1990 als Strukturelemente sowie mit dem verbliebenen Personal dem Bundeswehrkommando Ost (Standort Strausberg) unterstellt und dem Wehrbereich VIII (Standort Neubrandenburg), Befehlshaber Generalmajor Ruprecht Haasler, angegliedert und vom bisherigen Kommandeur Oberst Rolf Zander bis zur Übergabe geführt.
Die militärischen Formationen und Objekte des ehemaligen Militärbezirks V wurden im neu geschaffenen Wehrbereich VIII zusammengefasst – seit 1991 als Division/Wehrbereichskommando VIII bezeichnet, jedoch 1995 in Wehrbereichskommando VIII/14. Panzergrenadierdivision umbenannt.

## Kommandeure der 8. MSD
| Damaliger Rang | Name                | Zeitraum                             | Bemerkung                                                                       |
| -------------- | ------------------- | ------------------------------------ | ------------------------------------------------------------------------------- |
| Oberst         | Karl Nacke          | 30. Juni 1956 – 31. Januar 1959      |                                                                                 |
| Oberst         | Werner Krüger       | 1. Februar 1959 – 31. Oktober 1960   |                                                                                 |
| Oberst         | Gerhard Amm         | 1. November 1960 – 31. Dezember 1962 |                                                                                 |
| Oberst         | Anton Hotzky        | 1. Januar 1963 – 31. August 1965     |                                                                                 |
| Generalmajor   | Nikolaus Klenner    | 1. September 1965 – 10. August 1972  |                                                                                 |
| Generalmajor   | Günther Malewsky    | 10. August 1972 – 30. September 1976 |                                                                                 |
| Oberst         | Manfred Grätz       | 1. Oktober 1976 – 31. August 1978    | später Generalleutnant im MfNV                                                  |
| Oberst         | Ulrich Bethmann     | 1. September 1978 – 31. August 1982  | später Generalleutnant, Kommandeur der Offiziershochschule der Landstreitkräfte |
| Generalmajor   | Hans Unterdörfel    | 1. September 1982 – 31. August 1986  |                                                                                 |
| Generalmajor   | Manfred Jonischkies | 1. September 1986 – 31. August 1990  |                                                                                 |
| Oberst         | Rolf Zander         | 1. September 1990 – 2. Oktober 1990  |                                                                                 |

## Organisation

### Angaben zur Gliederung, Struktur und Lage der 8. MSD (1990)
Die Gliederung, Struktur, Ausrüstung mit Technik und Bewaffnung der Truppenteile und Einheiten sowie die Standortbelegung in der 8. Mot.-Schützendivision unterlagen mehrfachen Veränderungen und Ergänzungen.
Die nachfolgende Tabelle bezieht sich auf die Strukturelemente und fünf Standorte in der 8. MSD (Lage am Jahresanfang 1990). Hier nicht gezeigt: Vorangegangen war am Standort Goldberg im Mai 1989 die Auflösung des Panzerregiments PR-8 und gleichzeitige Formierung der Ausbildungsbasis Abas-30 sowie die Auflösung der Raketenabteilung RA-8 am Standort Goldberg.
| Truppenteil/Einheit Bezeichnung, Abkürzung                                           | Ehrenname TT        | Stationierung                         |
| ------------------------------------------------------------------------------------ | ------------------- | ------------------------------------- |
| Mot.-Schützenregiment MSR-27                                                         | Hans Kahle          | Schwerin (Stern Buchholz) (Lage)      |
| Mot.-Schützenregiment MSR-28                                                         | Wilhelm Florin      | Rostock (Lage)                        |
| Mot.-Schützenregiment MSR-29                                                         | Ernst Moritz Arndt  | Hagenow (Lage)                        |
| Panzerregiment PR-8                                                                  | Artur Becker        | Goldberg (Lage)                       |
| Ausbildungsbasis Abas-30                                                             |                     | Goldberg (Lage)                       |
| Artillerieregiment AR-8                                                              | Erich Mühsam        | Rostock (Lage)                        |
| Raketenabteilung RA-8                                                                | Hermann Schuldt     | Goldberg (Lage)                       |
| Geschosswerferabteilung GeWA-8                                                       | Mathias Thesen      | Schwerin (Stern Buchholz) (Lage)      |
| Panzerjägerabteilung PJA-8 Umbenannt 1. Dezember 1989 in Panzerabwehrabteilung PAA-8 | Heinrich Dollwetzel | Schwerin (Stern Buchholz) (Lage)      |
| Fla-Raketenregiment FRR-8                                                            | Willi Schröder      | Schwerin (Stern Buchholz) (Lage)      |
| Aufklärungsbataillon AB-8                                                            | Otto Moritz         | Hagenow (Lage)                        |
| Pionierbataillon PiB-8                                                               | Tudor Vladimirescu  | Hagenow (Lage)                        |
| Bataillon Chemische Abwehr BChA-8                                                    | Erich Correns       | Goldberg (Lage), ab 1987 Karow (Lage) |
| Nachrichtenbataillon NB-8                                                            | Kurt Bürger         | Schwerin (Werderstraße) (Lage)        |
| Bataillon Materielle Sicherstellung BMS-8                                            | Herbert Tschäpe     | Karow (Lage)                          |
| Sanitätsbataillon SanB-8                                                             | Hans Rodenberg      | Karow (Lage)                          |

- Karte mit allen Koordinaten:
- OSM |
- WikiMap

### Angaben zur Herkunft und Entwicklung der Truppenteile/Einheiten der 8. MSD

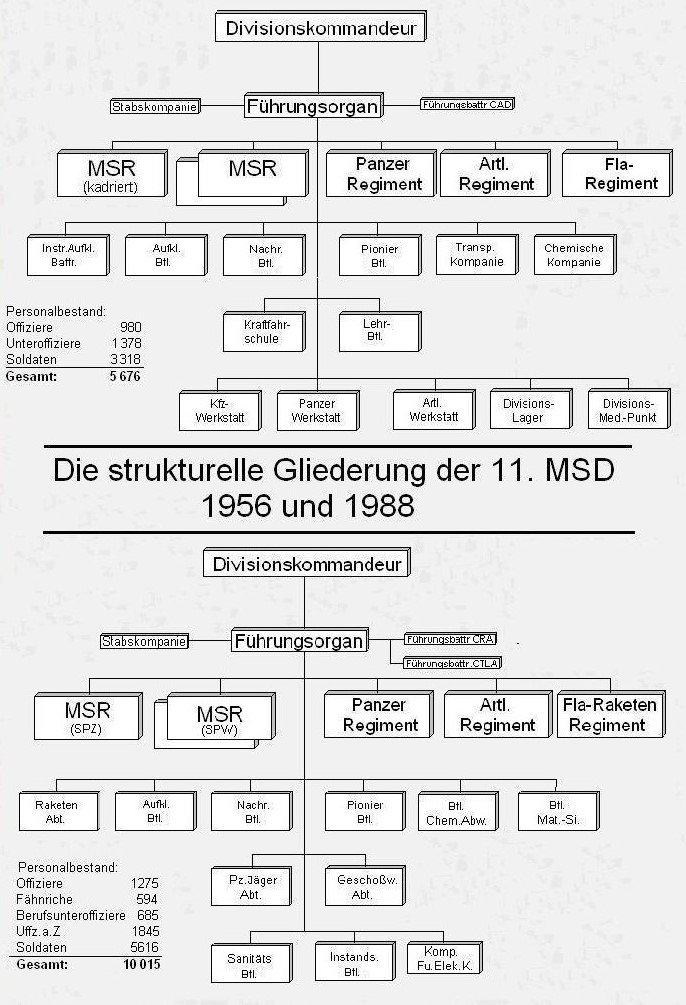
Gliederung einer MSD (NVA)
im Vergleich 1956–1988, z. B. 11. MSD

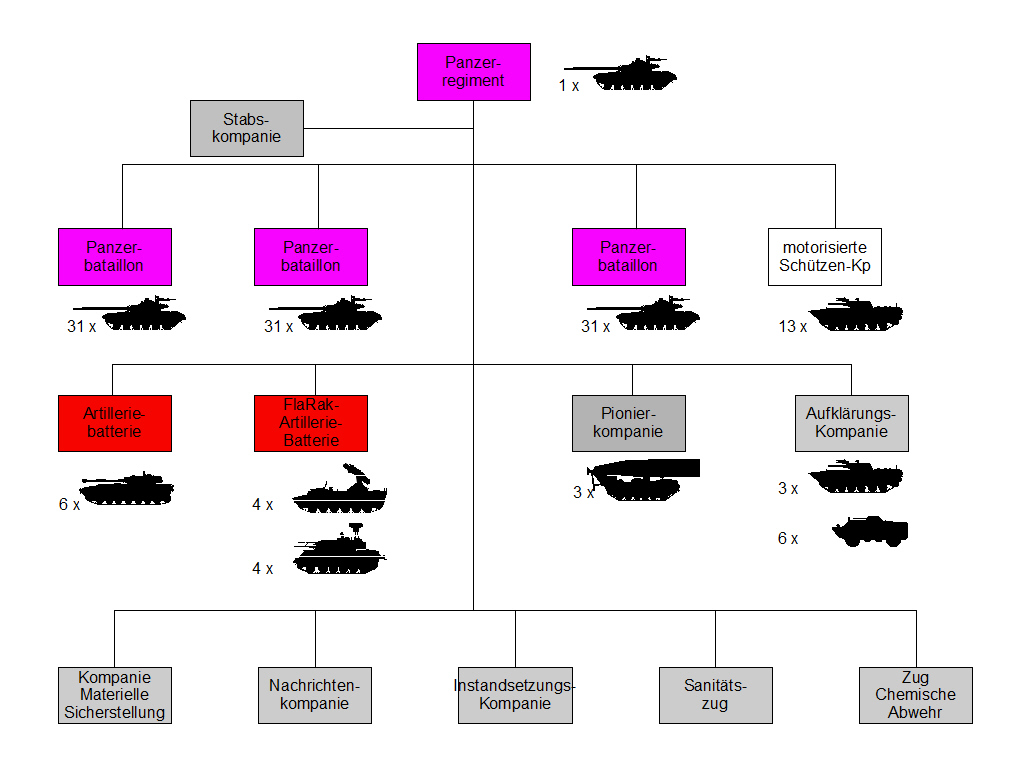
Gliederung eines Panzerregiments der Nationalen Volksarmee

Gliederungsgrundlage für die Schaffung dieses Verbandstyps war anfangs weitestgehend die Mot.-Schützendivision der Sowjetarmee. Die Gliederung, Struktur, Ausrüstung mit Technik und Bewaffnung der Truppenteile und Einheiten sowie die Standortbelegung in der 8. Mot.-Schützendivision unterlagen mehrfachen Veränderungen und Ergänzungen. Ihre Struktur entsprach in späteren Jahren einem Personalbestand von nahezu 11.000 im Garnisonsdienst. Im Unterschied zu den sowjetischen Divisionen hatten die Mot.-Schützendivisionen der NVA keine Kampfhubschrauber und verfügten bei den Mot.-Schützen- und Panzerformationen über geringeren Kampfbestand.

Gliederung einer Panzerdivision
und einer Mot.-Schützendivision (NVA)

Die nachfolgende Tabelle bezieht sich auf die Herkunft der Formationen aus der KVP und die Entwicklung der Strukturelemente und Standorte in der 8. MSD.
| KVP Kommando, Einheit, Einrichtungen                                      | NVA seit Jahr | NVA Standort und Veränderungen                                                                       | NVA Truppenteil, Einheit, Einrichtung Bezeichnung, Abkürzung                                          | aufgestellt/ umformiert Datum | Truppenfahne TF verliehen am Ehrenname (seit)            |
| ------------------------------------------------------------------------- | ------------- | --- | --- | --- | -------------------------------------------------------- |
| A-Bereitschaft Schwerin/Führung, Stab                                     | 1956          | - Schwerin (Werderstraße) (Lage)                                                                     | 8. Infanteriedivision Führung, Stab / 8. ID - 8. Mot.-Schützendivision Führung, Stab / 8. MSD         | - 30. Juni 1956 aufgestellt - 11. Dezember 1956 umbenannt | TF 4. Oktober 1956                                       |
| Kräfte/1. mot. A-Kommando der Bereitschaft und Teile/Bereitschaft Eggesin | 1956          | - Schwerin (Stern Buchholz) (Lage)                                                                   | Infanterieregiment IR-27 - Mot.-Schützenregiment MSR-27                                               | - 7. Juli 1956 aufgestellt - 1. Dezember 1956 umbenannt | TF 1. Oktober 1958 Hans Kahle (6. Oktober 1975)          |
| 2. A-Kommando/Bereitschaft Schwerin                                       | 1956          | - Rostock (Lage)                                                                                     | Infanterieregiment IR-28 - Mot.-Schützenregiment MSR-28                                               | - 6. Juli 1956 aufgestellt - 30. November 1956 umbenannt | TF 3. Dezember 1956 Wilhelm Florin (27. Februar 1971)    |
|                                                                           | 1956          | - Prora auf der Insel Rügen - Hagenow (ab 1980) (Lage)                                               | Infanterieregiment IR-29 - Mot.-Schützenregiment MSR-29                                               | - 30. Juni 1956 aufgestellt - 30. November 1956 umbenannt - 1980 verlegt n. Hagenow | TF 7. Oktober 1959 Ernst Moritz Arndt (6. Oktober 1967)  |
| C-Kommando Prora                                                          | 1956          | - Prora auf der Insel Rügen - Goldberg (Lage)                                                        | Panzer- und SFL-Regiment PzSFLR-8 - Panzerregiment PR-8 - November 1964 verlegt nach Goldberg         | - 1. Juli 1956 aufgestellt - 1. Dezember 1956 umbenannt PR-8 - 1. Dezember 1989 aufgelöst | TF 7. Oktober 1958 Artur Becker (26. Februar 1971)       |
| C-Lehrabteilung Regimentsschule 8                                         | 1956          | - Prora auf der Insel Rügen (Lage)                                                                   | Lehrbataillon LB-8                                                                                    | - 15. November 1956 aufgestellt - 1961 aufgelöst |                                                          |
| B-Kommando Prora                                                          | 1956          | - Prora auf der Insel Rügen - Rostock (Lage)                                                         | Artillerieregiment AR-16 - Artillerieregiment AR-8                                                    | - 1. Juli 1956 - 1. Dezember 1971 umbenannt - 30. Oktober 1967 verlegt n. Rostock | TF 1. März 1960 Erich Mühsam (1. März 1987)              |
|                                                                           | 1974          | - Schwerin (Stern Buchholz) (Lage)                                                                   | - Geschosswerferabteilung GeWA-8                                                                      | - 1. Mai 1974 aufgestellt - 1. Dezember 1989 aufgelöst | TF 1. März 1977 Mathias Thesen (28. Februar 1987)        |
|                                                                           | 1974          | - Schwerin (Stern Buchholz) (Lage)                                                                   | - Panzerjägerabteilung PJA-8 - umbenannt in Panzerabwehrabteilung PAA-8                               | - 1. Mai 1974 aufgestellt - 1. Dezember 1989 umbenannt | TF 1977 Heinrich Dollwetzel (28. Februar 1988)           |
|                                                                           | 1962          | - Schwerin (Stern Buchholz) - Goldberg (ab November 1964) (Lage)                                     | selbstständige Artillerieabteilung sAA-8 - Raketenabteilung RA-8                                      | - 15. Dezember 1962 aufgestellt - 7. Oktober 1967 umbenannt - November 1964 verlegt n. Goldberg - 30. September 1990 Auflösung | TF 5. Oktober 1967 Hermann Schuldt (28. Februar 1983)    |
| S-5-Abteilung Prora                                                       | 1956          | - Prora auf der Insel Rügen - Rostock - Schwerin (Stellingstraße) - Schwerin (Stern Buchholz) (Lage) | Flak-Regiment FR-8 - Flak-Abteilung FA-8 - Flak-Regiment FR-8 - Fla-Raketenregiment FRR-8             | - 30. Juni 1956 aufgestellt - November 1958 verlegt n. Rostock - 1. Oktober 1961 umformiert - 1967 verlegt Schwerin - 30. Oktober 1969 verlegt in Schwerin - 1. Dezember 1971 Aufwuchs - 1. Dezember 1976 umformiert - Juli 1980 Beginn DHS | TF 6. Januar 1958 Willi Schröder (7. Oktober 1976)       |
| S-1 Bataillon der Kasernierten Volkspolizei                               | 1956          | - Schwerin (Stern Buchholz) - Schwerin (Stellingstraße) - Hagenow (ab 1981) (Lage)                   | Aufklärungsbataillon AB-8 - Aufklärungskompanie AklK-8 - Aufklärungsbataillon AB-8                    | - 1. Juli 1956 aufgestellt - 1961 kadriert - 1. November 1965 neu aufgestellt - 1. Mai 1968 umformiert - 1. November 1969 verlegt in Schwerin - 1. Dezember 1981 verlegt n. Hagenow                                                         | TF 01.03.1959/27.01.1967 Otto Moritz (28. Februar 1985)  |
| D-1-Abteilung Erfurt                                                      | 1956          | - Schwerin (Werderstraße) (Lage)                                                                     | Nachrichtenbataillon NB-4                                                                             | - 30. Juni 1956 aufgestellt - Ende 1956 verlegt | TF 19. Oktober 1960 Kurt Bürger (28. Februar 1983)       |
| D-2-Abteilung Prora                                                       | 1956          | - Prora - Goldberg (ab 1964) - Hagenow (ab 1981) (Lage)                                              | Pionierbataillon PiB-8                                                                                | - 30. Juni 1956 aufgestellt - 1964 verlegt n. Goldberg - 1981 Verlegt n. Hagenow | TF 7. Oktober 1959 Tudor Vladimirescu (28. Februar 1986) |
| Schutz-Kompanie Rostock                                                   | 1956          | - Rostock - Schwerin (Stern-Buchholz) - Goldberg (Lage)                                              | Chemische Kompanie ChKp-4 - Kompanie Chemische Abwehr KChA-4 - 1977 Bataillon Chemische Abwehr BChA-4 | - 30. Juni 1956 aufgestellt - 1. Oktober 1961 umbenannt - 30. November 1964 verlegt n. Schwerin - 1. Dezember 1977 umformiert - 1. Dezember 1981 verlegt n. Goldberg                                                                        | TF 1980 Erich Correns (1. März 1986)                     |
| Kfz.-Schule Prora                                                         | 1956          | - Prora (Lage)                                                                                       | Kraftfahrzeugschule KfzSch-8                                                                          | - 30. Juni 1956 aufgestellt - 23. Juli 1956 Lg-Beginn - 1958 aufgelöst | TF 5. Oktober 1956                                       |
| Kfz.-Kompanie                                                             | 1956          | - Schwerin (Stellingstraße) - Karow (ab 1967) (Lage)                                                 | Transportbataillon TB-8 - Kfz.-Transportbataillon KfzTB-8 - Bataillon Materielle Sicherstellung BMS-8 | - 30. Juni 1956 aufgestellt - 1. Dezember 1961 umformiert - 1967 verlegt n. Karow - 1980 umformiert | TF 1. März 1968 Herbert Tschäpe (1. März 1985)           |
| Sanitätsabteilung Prora                                                   | 1956          | - Prora - Karow (Lage)                                                                               | Divisions-Med.-Punkt DMP-8 - Sanitätsbataillon SanB-8 - Sanitätskompanie Sank-8                       | - 30. Juni 1956 aufgestellt - 10. August 1961 umbenannt - 20. Oktober 1967 verlegt n. Karow - 1989 kadriert | TF 1977 Hans Rodenberg (1. März 1988)                    |
|                                                                           | 1971          | - Schwerin (Stern Buchholz) - Rostock - Karow (Lage)                                                 | Instandsetzungsbataillon IB-8                                                                         | - 1. Dezember 1971 aufgestellt - 1988/1989 verlegt n. Karow | TF 1975 Wilhelm Bick (1. März 1985)                      |

## Ausrüstung

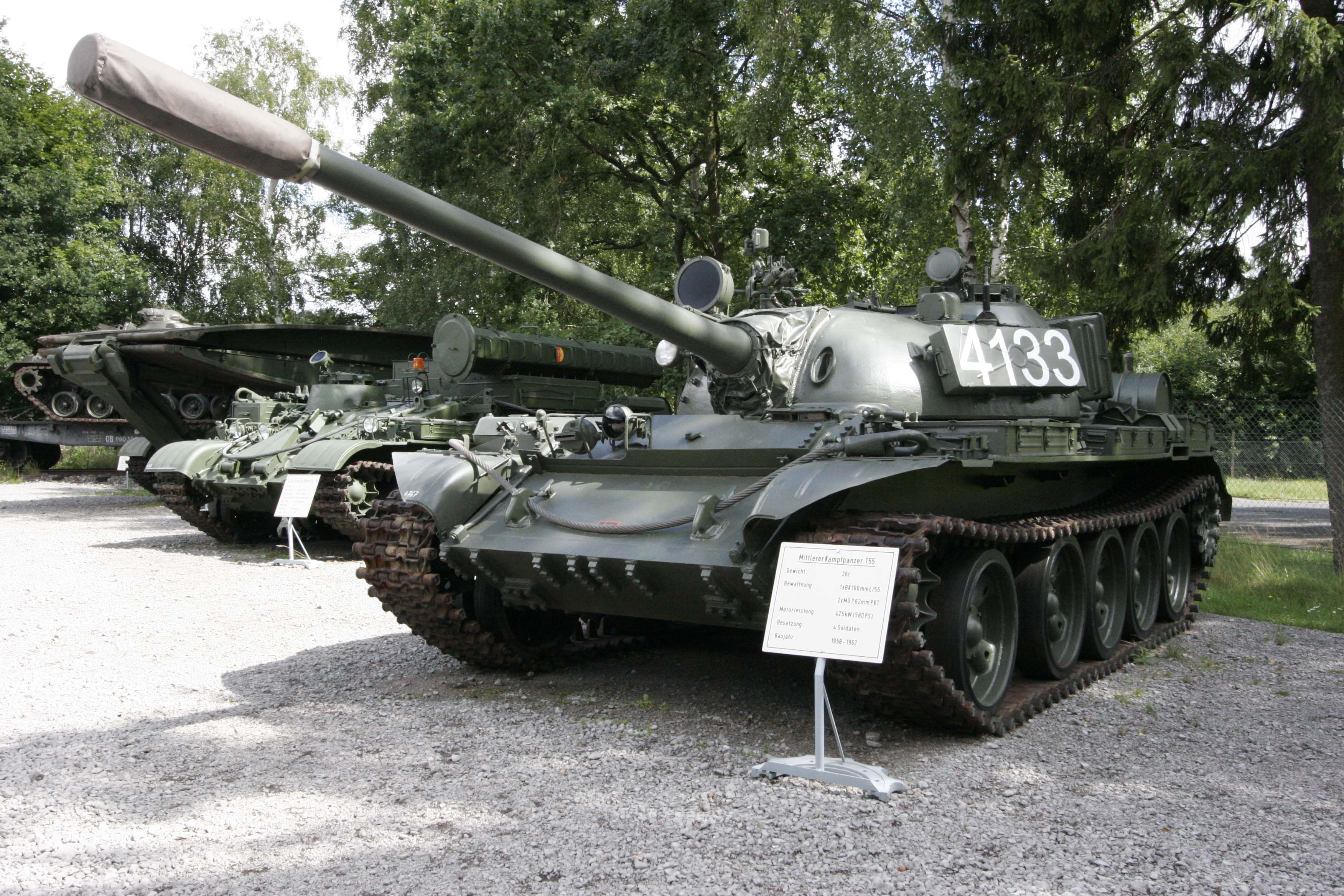
T-55-Panzer der NVA

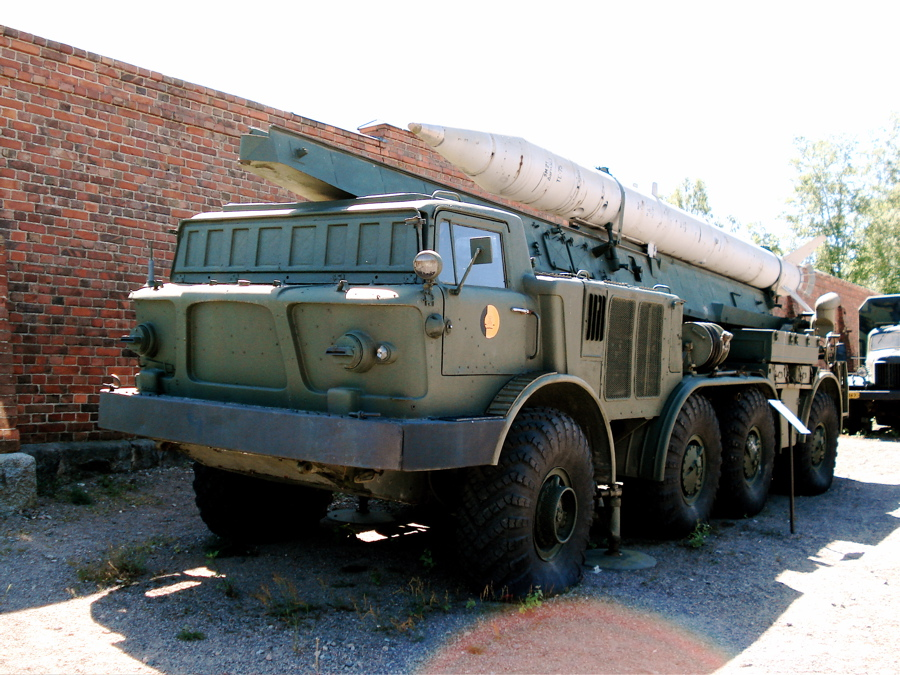
Luna-M der NVA

Die Division war bei Aufstellung mit T-34-Panzern ausgestattet, die bis weit in die 1960er-Jahre eingesetzt wurden. Noch am 1. März 1968 waren von 190 Panzern der Division 92 vom Typ T-34 und nur 35 vom Typ T-54 sowie 62 vom Typ T-55. In den 1970er- und 1980er-Jahren wurde die Umrüstung weitergeführt und mit der vollständigen Ausstattung mit T-55 Panzern Ende der 1980er-Jahre abgeschlossen.
Bei ihrer Aufstellung wurden die mot.-Schützen-Verbände der Division mit BTR-40- (SPW-40) und BTR-152-Schützenpanzerwagen (SPW-152) ausgestattet. Mitte der 1960er-Jahre liefen dann BTR-60 (SPW-60) sowie ab 1978 BTR-70 (SPW-70) und BMP-1-Schützenpanzer zu.
Der Istbestand 1990 umfasste:
- 4 Startrampen 9K52 Luna-M
- 214 T-55
- 137 BMP
- 271 BTR
- 126 Geschütze und Geschosswerfer
- 13 Brückenlegepanzer MT-55 auf Basis T-55[3]